# フースーヤ
フースーヤは、吉本興業（大阪本社）所属のお笑いコンビ。2016年結成。NSC大阪校38期生。

## メンバー
田中 ショータイム（たなか ショータイム、1993年7月10日 - ）（32歳）
ノリ担当。立ち位置は向かって左で、衣装は赤。
本名は、田中 翔（たなか しょう）で、新日本プロレス所属レスラーSHOの本名と同姓同名。
兵庫県神戸市出身。兵庫県立須磨友が丘高等学校卒業、神戸学院大学中退。
身長178 cm、体重59 kg。血液型O型。
趣味は、スポーツ全般（特にサッカー）、音楽鑑賞、歌を歌うこと、洋服を見る買う、ゲーム。ガールズグループTWICEの大ファンであり、ナヨン推し。
特技は、歌、ウクレレ、ヘアセット。
自称、多田健二（COWCOW）似。

谷口 理（たにぐち おさむ、1993年5月1日 - ）（32歳）
ボケ担当。立ち位置は向かって右で、衣装は青。
兵庫県神戸市須磨区出身。兵庫県立須磨友が丘高等学校、神戸学院大学卒業。
身長170 cm、体重58 kg。血液型O型。
趣味は漫画（特に週刊少年ジャンプ）、テレビゲーム、スマホゲーム、バレーボール、イオン巡り、掃除。
特技はヘリコプターのマネ、声優・大塚芳忠のモノマネ、逆立ち歩行、バレーボール、映画や漫画のセリフ暗記、ゲームのやり込み。
理という名前は、父親が手塚治虫の大ファンであったという理由から名付けられた。

## 略歴
兵庫県立須磨友が丘高等学校の同級生で、高校2年生の時に合同クラスで一緒になった。お笑い芸人になりたいと公言していた谷口が、田中にトイレに連れていかれ「俺もやねん!! 一緒に吉本へ行こう!!」と告白され、コンビを組むことを決めた。2015年、神戸学院大学在学中に吉本興業の養成所大阪NSCに入所。
最初のコンビ名は「クレイジーダイヤモンド」だったが、養成所の授業のアシスタントをしていた先輩芸人から「クレイジーが付く芸名は終わるからやめとけ」と助言され、「アマテラス」に改名。しかし、東京吉本の同期に同名のコンビがいることが分かり、コンビ名をかけてネタ合戦をやったところ大敗北。他に良い名前の候補が出てこず悩んでいたところ、谷口がやっていた『ファイナルファンタジー』の登場キャラクターに個性的な名前が多かったことから、田中が「適当に決めてくれ」と頼み、挙がったのが「フースーヤ」であった。文字の並びの珍しさを気に入り、後付けの理由ではあるが珍しいネタをする変なコンビと思ってもらえるだろうという意図を込めて決定した。その他のコンビ名の候補には、「カイナッツォ」「神戸マカロニサラダ」があった。
2016年夏頃に完成した1本目のネタを引っさげて、若手芸人発掘バラエティ『新しい波24』（フジテレビ）のオーディションに参加し、合格。同年12月27日放送の『新しい波24』でテレビ番組初出演。この放送回にゲスト出演した岡村隆史（ナインティナイン）は、番組出演者の中では、フースーヤをお気に入りとして挙げた。
2017年5月、バラエティ番組『本能Z』（CBCテレビ）の結成3年目以内の注目の若手が出演するネタコーナーに出演。番組司会の今田耕司と東野幸治に、「これが漫才か」と驚かれた。5月16日、『新しい波24』で共演するマレーシア出身の歌手Irisのミュージック・ビデオ「ファンタスティック ジャパン」に、同番組に出演するカミナリ、ペコリーノ、吉住と共に起用され、Iris考案の振り付けを踊っている。5月23日、YouTube公式チャンネル「フースーヤチャンネル」を開設。同日に『めざましテレビ』（フジテレビ）に「新感覚漫才」として取り上げられ、公式チャンネルの撮影に臨む様子が紹介された。6月19日放送回の『新しい波』にゲスト出演したFUJIWARAの原西孝幸とコラボギャグを披露した。7月19日放送回の『ナカイの窓』（日本テレビ）の「ネットで火がついた人SP」で、トーク番組初出演。ネタを披露した後、司会の中居正広と即興でコラボネタにも挑戦した。
その後は勢いが長続きせずテレビ出演は落ち着いていたが、よしもと漫才劇場のライブで地道に腕を磨き続け、M-1グランプリ2023では初の準決勝進出を果たし、2024年にNHK上方漫才コンテスト、2025年にytv漫才新人賞決定戦でそれぞれ優勝を果たした。
2025年4月25日、テレビ放送においてコンビ初の冠番組となる『フースーヤのオーマイゴッドカンムリ！ヨイショ！』がTBSチャンネル1（CS放送）にて放送された。

## 芸風
主に漫才、コント。どちらの場合もオーソドックスな設定（例、刑事や寿司職人等）の中にリズムネタやギャグを強引に挟み込むのが特徴。その進行上、どちらもボケになることもある。オチはポーズを決めながら「オーマイゴッドファーザー降臨!」「ナッシングトゥーマッチ!」「ジョージ・クルーニー卵とじ」などといった意味不明な言葉の応酬をする。かつてはその後に声を揃えて「ヨイショ!」と言っていたが、後に省略するようにしてテンポを上げている（現在は田中が「もうええわ」や「いい加減にしろ」と言ってシメるのが殆どである）。それぞれの言葉に意味はなく、谷口曰く「意味不明なものを、ただ衝動に任せてぶつけてるだけ」。ネタを作るときは、出来るだけ「意味は分からないけど、なんか面白い」という言葉を組み合わせることを意識している。最初は正統派なしゃべくり漫才をしていたが、養成所時代から他と同じことをやっていても勝てなかった。谷口が1人でやっていたギャグに田中が乗っかって返し、試しに舞台でやってみたところ観客の関心を引いたことから確信を得て、現在の芸風に至る。
ネタ作りは2人でギャグを考えながら、谷口がiPadのキーボードに打ち込んで行っていたが現在は充電が面倒なためキャンパスノートに書き込んでいる。イメージとは逆にしっかりと台本を作っている。
2人それぞれ憧れている芸人は多くいるが、昔から共通して好きなのはナイツ。また、2人とも『爆笑レッドカーペット』（フジテレビ）を見ていた世代であるため、いろんなタイプの芸人に影響を受けている。憧れのギャガーは、田中はオジンオズボーン篠宮、谷口は原西孝幸（FUJIWARA）。

## 賞レース成績

### M-1グランプリ
| 年度             | 結果         | エントリー No. | 会場                         | 日程           | 備考                        |
| ---------------- | ------------ | -------------- | ---------------------------- | -------------- | --------------------------- |
| 2015年（第11回） | 1回戦敗退    | 1348           | 【大阪】テイジンホール       | 9月1日（火）   | NSC在学中                   |
| 2016年（第12回） | 1回戦敗退    | 1461           | 【大阪】大丸心斎橋劇場       | 8月11日（木）  |                             |
| 2017年（第13回） | 準々決勝進出 | 2570           | 【大阪】メルパルクホール大阪 | 11月2日（木）  |                             |
| 2018年（第14回） | 3回戦進出    | 348            | 【大阪】よしもと漫才劇場     | 10月23日（木） |                             |
| 2019年（第15回） | 3回戦進出    | 2575           | 【大阪】よしもと漫才劇場     | 10月30日（水） |                             |
| 2020年（第16回） | 準々決勝進出 | 2187           | 【大阪】なんばグランド花月   | 11月16日（月） |                             |
| 2021年（第17回） | 準々決勝進出 | 3025           | 【大阪】なんばグランド花月   | 11月10日（水） |                             |
| 2022年（第18回） | 3回戦進出    | 1467           | 【大阪】よしもと漫才劇場     | 10月25日（火） |                             |
| 2023年（第19回） | 準決勝進出   | 303            | 【東京】NEW PIER HALL        | 12月7日（木）  | 敗者復活戦進出              |
| 2024年（第20回） | 準決勝進出   | 3785           | 【東京】NEW PIER HALL        | 12月5日（木）  | 1回戦シード。敗者復活戦進出 |

### キングオブコント
| 年度             | 結果         | 会場                                   | 日程          | 備考       |
| ---------------- | ------------ | -------------------------------------- | ------------- | ---------- |
| 2016年（第9回）  | 1回戦敗退    | 【大阪】朝日劇場                       | 7月12日（火） |            |
| 2017年（第10回） | （不参加）   | （不参加）                             | （不参加）    | （不参加） |
| 2018年（第11回） | 2回戦進出    | 【大阪】大丸心斎橋劇場                 | 8月10日（金） |            |
| 2019年（第12回） | 2回戦進出    | 【大阪】大丸心斎橋劇場                 | 7月25日（木） |            |
| 2020年（第13回） | 準々決勝進出 | 【大阪】YES THEATER                    | 8月18日（火） |            |
| 2021年（第14回） | 2回戦進出    | 【大阪】朝日生命ホール                 | 7月27日（火） |            |
| 2022年（第15回） | 準々決勝進出 | 【大阪】よしもと漫才劇場               | 8月18日（木） |            |
| 2023年（第16回） | 準々決勝進出 | 【大阪】よしもと漫才劇場               | 8月17日（木） |            |
| 2024年（第17回） | 準々決勝進出 | 【大阪】ドーンセンター                 | 8月11日（日） |            |
| 2025年（第18回） | 準々決勝進出 | 【大阪】COOL JAPAN PARK OSAKA TTホール | 8月11日（月） |            |

### その他
ytv漫才新人賞
- 2021-22 ROUND1 3位
- 2021-22 ROUND3 1位
- 2021-22 決定戦 第3位
- 2022-23 ROUND1 6位
- 2022-23 ROUND2 1位
- 2022-23 決定戦 第5位
- 2024-25 ROUND3 1位
- 2024-25 優勝

NHK上方漫才コンテスト
- 2023年 決勝進出
- 2024年 優勝

ABCお笑いグランプリ
- 2024年（第45回） 決勝1stステージ敗退、ABEMA賞受賞
- 2025年（第46回） 決勝1stステージ敗退

## 出囃子
ザ・クロマニヨンズ「ひらきっぱなし」

## 出演

### テレビ
- 新しい波24（フジテレビ、2017年4月 - 9月）
- AI-TV（フジテレビ、2017年10月 - 2018年3月）
- せやねん!（毎日放送） - 不定期出演
- ワチャラチャ忍忍（サンテレビ、2023年7月4日 - ）[33]
- 真夜中市場+〜ハイヒールの本音でイイすぎます〜（関西テレビ） - 不定期出演
- なるみ・岡村の過ぎるTV（朝日放送テレビ） - 不定期出演
- フースーヤのオーマイゴッドカンムリ!ヨイショ!（TBSチャンネル1）- 冠特番[34]
  - 本放送（2025年4月25日）
  - 再放送（2025年5月11日、6月29日）
  - 未公開SP（2025年6月29日）- 『フースーヤのオーマイゴッドカンムリ!もうイッチョ!』の番組名で放送[35]

### ラジオ
- フースーヤの人と人で焼きおにぎり（stand.fm、2022年8月3日 - 2024年3月27日 ）[36]
- サクラバシ919（ラジオ大阪、2023年4月7日 - ）- 金曜パーソナリティ[37]

### 映画
- eスポーーーーツ！ リアルタイムバトル将棋EDITION（2024年10月11日）※谷口のみ[38]
- 劇場版ほんとうにあった怖い話〜ゾクッ事故物件芸人〜 第3幕（2025年8月1日） - 主演・池田 役（田中） / 小西 役（谷口）[39]

### ミュージック・ビデオ
- Iris「ファンタスティック ジャパン」（2017年）